# Тихий жах
«Тихий жах» («Тихий ужас») — радянський художній фільм 1989 року, знятий режисером Віктором Приходьком на кіностудії «Дебют».

## Сюжет
На початку було дуже страшне вбивство! І волосся у всіх стало дибки! Але всі зачесалися і знову пішли знімати кіно. А там знову! Вбивство! Страшне! 

## У ролях
- Рудольф Рудін — актор
- Борислав Брондуков — режисер
- Микола Гудзь — головна роль
- Петро Кузнецов — роль другого плану
- Лев Перфілов — головна роль
- Валерій Чигляєв — головна роль
- Єлизавета Дєдова — роль другого плану
- Віктор Андрієнко — посильний
- Анатолій Бєлий — епізод
- Н. Бохонко — епізод
- Катерина Брондукова — епізод
- В. Вереницька — епізод
- С. Вознесенська — епізод
- Сергій Гаврилюк — епізод
- Олексій Горбунов — епізод
- Олексій Довгань — епізод
- Людмила Зверховська — епізод
- Тарас Кірейко — епізод
- Нестор Кондратюк — епізод
- Володимир Костюк — епізод
- Ніна Кобеляцька — епізод
- Ніна Колчина-Бунь — епізод
- Володимир Комаров — епізод
- Юрій Крітенко — епізод
- Є. Левашова — епізод
- Людмила Лобза — епізод
- Надія Мальцева — епізод
- Станіслав Молганов — епізод
- Валерій Наконечний — епізод
- Валерій Новаков — епізод
- Лев Окрент — епізод
- Валерій Панарін — епізод
- А. Пашин — епізод
- Сергій Пономаренко — епізод
- Г. Прокопенко — епізод
- І. Румепіді — епізод
- Семен Співак — епізод
- Е. Русаков — епізод
- Тетяна Слобідська — епізод
- Ігор Стариков — епізод
- Г. Таганський — епізод
- Вадим Тупчій — епізод
- Борис Харченко — епізод
- Олександр Чернявський — епізод
- Валерій Шептекіта — епізод
- Тамара Яценко — епізод

## Знімальна група
- Режисер — Віктор Приходько
- Сценарист — Віктор Приходько
- Оператор — Григорій Булкот
- Композитор — Ігор Стецюк
- Художник — Валерій Новаков